# União das Freguesias de Seia, São Romão e Lapa dos Dinheiros
União das Freguesias de Seia, São Romão e Lapa dos Dinheiros, kurz Seia, São Romão e Lapa dos Dinheiros, ist eine portugiesische Gemeinde (Freguesia) im Kreis (Concelho) von Seia, im Distrikt Guarda. Sie umfasst eine Fläche von 44,87 km² und hat 9353 Einwohner (Stand nach Zahlen von 2011).
Die Gemeinde entstand im Zuge der kommunalen Neuordnung Portugals nach den Kommunalwahlen am 29. September 2013, als Zusammenschluss der bisherigen Gemeinden Seia, São Romão und Lapa dos Dinheiros.
Offizieller Sitz der neuen Gemeinde wurde Seia. In der Praxis residiert die Verwaltung in São Romão, während die früheren Gemeindeverwaltungen in Seia und Lapa dos Dinheiros als Bürgerbüros erhalten blieben.